# Мондін-де-Башту
Монді́н-де-Ба́шту (порт. Mondim de Basto; МФА: [mõ.ˈdĩ dɨ ˈbaʃ.tu], Монді́н-ди-Ба́шту) — муніципалітет і містечко в Португалії, в окрузі Віла-Реал. Розташований у північній частині країни, на теренах історичної португальської провінції Трансмонтана. Належить до Віла-Реальської діоцезії Католицької церкви в Португалії. Права міського самоврядування має з 1514 року. Поділяється на 6 парафій. За адміністративним поділом, чинним до 1976 року, був складовою провінції Трансмонтана і Верхнє Дору. Площа муніципалітету — 172,08 км², населення муніципалітету — 7493 ос. (2011); густота населення — 43,54 осіб/км²
. Патрон — святий Христофор. Святковий день муніципалітету — 25 липня. Поштовий індекс — 4880.  Код місцевої адміністративної одиниці — 1705. Складова статистичного регіону Північ.

## Географія
Мондін-де-Башту розташоване на півночі Португалії, на заході округу Віла-Реал.
Мондін-де-Башту межує на північному сході — з муніципалітетом Рібейра-де-Пена, на південному сході — з муніципалітетом Віла-Реал, на південному заході — з муніципалітетом Амаранте, на заході — з муніципалітетом Селоріку-де-Башту, на північному заході — з муніципалітетом Кабесейраш-де-Башту.

## Історія
1514 року португальський король Мануел I надав Мондіну форал, яким визнав за поселенням статус містечка та муніципальні самоврядні права.

## Населення
| Кількість мешканців | Кількість мешканців | Кількість мешканців | Кількість мешканців | Кількість мешканців | Кількість мешканців | Кількість мешканців | Кількість мешканців | Кількість мешканців | Кількість мешканців | Кількість мешканців | Кількість мешканців | Кількість мешканців | Кількість мешканців | Кількість мешканців |
| ------------------- | ------------------- | ------------------- | ------------------- | ------------------- | ------------------- | ------------------- | ------------------- | ------------------- | ------------------- | ------------------- | ------------------- | ------------------- | ------------------- | ------------------- |
| 1864                | 1878                | 1890                | 1900                | 1911                | 1920                | 1930                | 1940                | 1950                | 1960                | 1970                | 1981                | 1991                | 2001                | 2011                |
| 7 059               | 7 016               | 7 109               | 7 641               | 7 923               | 7 892               | 8 398               | 9 508               | 10 539              | 10 328              | 9 640               | 9 904               | 9 518               | 8 573               | 7 493               |